# Hrdobec
Hrdobec je prostřednictvím filmu Marečku, podejte mi pero! zpopularizovaný chybný tvar slova hrdobce, okazionalismu použitého v množném čísle Janem Nerudou v básni Jak lvové bijem o mříže (sbírka Písně kosmické, 1878). Hrdobce (podstatné jméno, mužský rod, vzor soudce) zde značí hrdého člověka, hrdopýška. Hrdobec měl být podle mylného výkladu filmových postav pracovníků továrny systematickým biologickým názvem brouka hovnivála (správný biologický název brouka hovnivála je vruboun).
Citace básně
Nám zdá se, z hvězd že vane hlas:
„Nuž pojďte, páni, blíže,
jen trochu blíže, hrdobci,
jimž hrouda nohy víže!“

## Marečku, podejte mi pero!
Slovo se stalo široce známým díky českému komediálnímu filmu Ladislava Smoljaka a Zdeňka Svěráka Marečku, podejte mi pero!. V něm kolegové hlavního hrdiny Jiřího Kroupy st. dojdou v diskusi o básni k názoru, že hrdobec je brouk hovnivál. 
Citace z filmu
- Kroupův kolega Hora (Vladimír Hrabánek): „Hrdobec? Hrdobec, to je takovej brouk. To je takovej chrobák, kterej si před sebou válí tu… kuličku… z toho… z trusu.“

- Kroupa st. (Jiří Sovák): „Jo, ty myslíš hovnivála?“
- Kroupův kolega Hora: „No, hovnivála, jenomže v přírodopise se nazývá hrdobec.“

Jiří Kroupa st. tento závěr prezentuje na hodině literatury u profesora Hrbolka (František Kovářík), který ovšem nesouhlasí: „Tak předně, neříkáme hrdobec, ale hrdobce. A potom, ten váš výklad tohoto slova jest, jest... velice svérázný.“ 
(Potom se přihlásí Plha a řekne): „Prosím, mám dotaz. Já jsem tady v té básni narazil na takové slovo, kterému nerozumím.“
Hrbolek: „Které slovo?“
Plha: „To slovo hrdobec. To jsem ještě nikdy neslyšel.“
Hrbolek: „Ale o tom zde už dobrou čtvrt hodinu hovoříme, Mlho.“